# Apomecyna curticornis
Apomecyna curticornis là một loài bọ cánh cứng trong họ Cerambycidae.